# 924
924 (CMXXIV) je bilo prestopno leto, ki se je po julijanskem koledarju začelo na četrtek.

## Dogodki
- 1. januar

## Smrti
- 7. april - Berengar I., kralj Italije  (* okoli 845)